# OKX
OKX, anciennement OKEx, est une plateforme d'échange de cryptomonnaies basée aux Seychelles.

## Historique
Créée en 2017 en Chine par Star Xu, OKEX Technology quitte Hong Kong pour Malte en 2018, attirée par un cadre législatif plus favorable. Le volume quotidien d'échanges sur la plateforme, environ un milliard de dollars, en fait l'une des principales plateformes d'échange de cryptomonnaies. En mai 2018, alors que la plateforme devient la première mondiale en terme en chiffre d'affaires déclaré, le directeur général de l'entreprise Chris Lee démissionne
En 2022, renommée OKX, la société devient un sponsor principal de l'écurie de Formule 1 McLaren Racing et des maillots d'entraînement de l'équipe de football de Manchester City.
En 2023, OKX a créé une filiale en France, via une société immatriculée aux Îles Vierges Britanniques.